# Catherine Poulain (artiste)
Pour les articles homonymes, voir Catherine Poulain et Poulain.
Catherine Poulain, ou KTY Catherine Poulain est une artiste contemporaine, peintre, photographe, réalisatrice, écrivaine française née à Paris en 1965.

## Parcours

### Débuts
Ses aptitudes en dessins et peinture se révèlent dès l'enfance, puis vient l'écriture dès l'age de 13 ans à travers des textes et poésies, puis la photographie à 21 ans.  Après l'obtention d'un BTS en Architecture intérieure et Photographie de l'EFET à Paris, elle est décoratrice de spectacle vivant sur de nombreuses productions, notamment à Opéra national de Paris, sur des spectacles du metteur en scène Robert Wilson et du chorégraphe Josef Nadj Il n'y a plus de firmament, qui tourneront dans le monde entier. 
Parallèlement, durant ces années d'exercice, elle est scénographe de théâtre avec une dizaine de compagnies de théâtre musical et de théâtre contemporain, sur des textes de Beckett, Bond, Koltès, Shakespeare, Artaud, Brecht. Elle intervient en maison d'arrêt en tant qu'artiste plasticienne et créée sa première installation plastique à Besançon Mémorial au vingtième siècle.
À la suite d'une année de formation à l’École d’Architecture de Clermont-Ferrand en CEA Scénologie, elle valide son expérience de scénographe de théâtre contemporain et devient décoratrice de longs métrages de cinéma dont Le Pacte des Loups de Christophe Gans et Les Enfants du Siècle de Diane Kurys puis elle se lance dans la sculpture et la peinture.
Elle fait ensuite des recherches à travers la sculpture, le dripping à l'encre de chine dès 1997, sous les toits de Montmartre. Elle expose ses photos avec celles de Robert Doisneau de son vivant. Elle a commencé à s'exprimer sur les murs en 1989 après la chute du mur de Berlin dans les pays de l'est puis à Paris avec des écritures et silhouettes au pochoir depuis 1994 entre Montmartre, Barbès, Ménilmontant, Belleville, aux Frigos. Intéressée par le l'Art Urbain, elle a rencontré Miss tic puis Jérome Mesnager avec qui elle crée une œuvre en collaboration.

### Engagement artistique
Fondatrice de Transversales K association d’artistes en 2004 qui a organisé des déambulations festives, festivals artistiques avec expositions à thèmes. Catherine Poulain intervient auprès d’enfants et adultes lors d'ateliers artistiques. Elle a dirigé des ateliers à la Maison d’arrêt de Rouen auprès de femmes détenues, dans un hôpital spécialisé psychiatrie (Seine-Saint-Denis), dans les quartiers nord-est de Paris et en Île-de-France.
Cofondatrice de la renaissance du Carnaval de Paris en 1994 avec l'A.P.C.P. (Basile Pachkoff, Catherine Poulain, Rafael Estève), elle organise des déambulations avec sculptures géantes, masques et grosses têtes qu'elle crée.
En cherchant un atelier pour créer ses sculptures géantes de carnaval, elle trouve sa place dans des friches urbaines à Paris, y crée des collages, et y peint des grands formats, participe à des actions politiques avec le Collectif Jeudi noir, et intervient dans les squats artistiques durant une dizaine d'années à Paris, dont Le Carrosse, en y organisant des expositions, spectacles, répétitions, réunions, festivals.
Cofondatrice de Un peuple créatif (politiques culturelles) à Paris et du Projet Reg'Art (affichage dans l'espace public) à Grenoble en 2013.
Cofondatrice de Now Artists Outsiders (Collectif NAO) à Paris en 2017 avec Alexis Denuy. Le collectif NAO a organisé des évènements artistiques et intervient sous forme de happening poétique durant et en dehors des manifestations. Alexis Denuy et Catherine Poulain ont animé un débat à la Colonie à Paris en 2019 avec Paul Ardenne, Kader Attia, Joel Hubaut, Jean-Jacques Lebel avec des projections d'images ainsi qu'au fonds de dotation Alain Oudin la même année lors du mouvement des gilets jaunes. Paul Ardenne, Fred Forest et Ben ont exprimé leur soutien. Alexis Denuy et Catherine Poulain ont écrit le manifeste NAO paru dans la revue Inter-art actuel en 2019. Ils ont organisé quatre expositions collectives This is NAO au  génie d’Alex, Fukushima expérience au Théâtre de Verre, les deux ans de NAO au CP5 avec Paul Ardenne et au local du Champagne Édouard Martin, Paris. Paul Ardenne a suivi le collectif et en a parlé dans un film réalisé par Catherine Poulain et Alexis Denuy, intitulé L'aventure NAO.

### Démarche
Dans ses œuvres, on perçoit la lutte contre l'emprisonnement, pour la liberté, la solidarité et l'espoir. Catherine Poulain choisit comme signature d'artiste KTY car cela évoque la calligraphie japonaise. Ses thèmes de prédilection sont la violence, la femme, l’aléatoire, les animaux, l'enfance, la poésie, la liberté. Sa peinture se situe dans le courant de l’abstraction lyrique post-moderne et de l'art urbain. Peintures sur toile, papier, plexiglas, murs à la peinture acrylique, encre de chine, pigments et encres en dripping et à l'aide de pochoirs qu'elle crée. Comme un langage pictural singulier. Il joue parfois de la transparence et de la lumière, touche et interpelle les sens et l’imaginaire du public. Inscrite pour la protections des droits d'auteur à l'ADAGP
Ses photographies ont pour thème la gentrification et de son impact sur l'humain dans les villes de Paris, Bordeaux, Berlin, Munich, Shanghai, Francfort, Bruxelles, et aussi pour thème l'insolite des compositions et des expressions dans les scènes avec des silhouettes de personnages.
Le courant dans lequel elle se situe depuis ses performances est l'Art contextuel tel que l'a défini Paul Ardenne, historien de l'Art contemporain.

## Biographie

### Expositions
- 2023: Exposition Collections[6] de Catherine Poulain, Château de Belleville Gif sur Yvette.
- 2022: Le Lavomatik, Friche et nous la paix, Paris.
- 2021: Exposition au Prieuré saint Saturnin[7] avec Catherine Poulain, espace d'Art Contemporain, Chevreuse.
- 2020: Space média NAO avec Fred Forest[8], galerie Stéphane Mortier, Paris.
- 2017-2019: La Colonie, galerie Lithium, Pavillon de l'eau, Cité de refuge, 59 Rivoli Paris,
- 2019: Les deux ans de NAO au CP5 avec Paul Ardenne et Champagne Edouard Martin, Paris.
- 2018: Workshop au KW Institute for Contemporary Art durant la Biennale de Berlin. Pavillon de l'eau exposition collective Graffart
- 2017:
  1. Exposition collective à l’espace Les Esselières[9], Villejuif.
  2. Exposition collective This is NAO, Le génie d’Alex, Paris.
  3. Exposition collective NAO Fukushima expérience Théâtre de Verre, Paris.
- 2016 : Le Lavomatik arts urbains, Paris, Château de Belleville (Essonne).
- 2015 : Musée de Grenoble La Grande Fresque Urban expo, Moulins de Villancourt (Isère), Espace Canal saint Martin, Paris.
- 2014 : Arrêts de tram Dis moi dix mots Grenoble (Isère) et Le Chêne Villejuif (Val-de-Marne).
- 2013 : Espace Cardin, galerie Active Art, Paris, Abris bus Reg'Art Grenoble (Isère), Biennale Internationale d’Art Sacré, Linas (Essonne).
- 2012 : Organisation d'une exposition collective[10] au Musée du Montparnasse, Paris, à l'invitation de Jean Digne
- 2011 : Le Carrosse[11], organisation de festivals artistiques à thèmes, Paris.
- 2010 : Exposition Internationale «Art Shanghai» en Chine, Festivals artistiques à Berlin, Allemagne et Rome, Italie.
- 2008-2009 : Galerie Nikky Diana Marquardt, Paris 3e "7 Ici" Deuxième Aile, Générale de Belleville, Friche et nous la Paix Jungle Urbaine, Paris.
- 2006-2007 :Carrousel du Louvre, Art Shopping et Les grands maîtres de demain, Les Frigos Girls@Work, galerie Artitude Paris.
- 2003 : Musée de la Résistance et de la Déportation (Besançon), journées du patrimoine (Doubs), Le Relais, près Dieppe (Seine-Maritime).

### Vente aux enchères
- 2006: Masque sibyllin, sculpture et La femme et l'orient, peinture hôtel Drouot[12]
- 2009: Explosion, peinture, hôtel Drouot[13]
- 2012: Buthia, peinture, Quartier général, Paris, avec Donnez leur des ailes France Népal par Vermot et associés[14]
- 2016: Enfant à la craie, peinture, atelier Basfroi, Paris, avec Donnez leur des ailes France Népal par Vermot et associés[15] et Licorne, peinture, Palais de la Porte Dorée par Pierre Cornette de saint Cyr[16]
- 2018: Save it, peinture exposée au Pavillon de l'eau , hôtel Drouot, le 26 novembre  par Crait Muller[17]

### Installations plastiques
Ses installations sont à base de détournement d’objets, de récupération de matériaux plastiques, et autres, intégrant parfois des photographies qu'elle réalise. Installées in situ, le plus souvent à l'extérieur, elles prennent en compte leur environnement architectural ou naturel.
- 2019: Echappée belle, installation dans un mur Cité de Refuge, armée du salut, Paris
- 2013 : Installation suspendue dans les arbres, Gif-sur-Yvette (Essonne) crée en binôme avec Yabon Paname dans un jardin.
- 2012 : Blanchisseuse ô chantier, friche près du Jardin d’Éole « Ô 21e cycle » avec les Arts et Mouvants[18], Paris 19e
- Installation mappemonde, hall de la Maison des Métallos « Le monde à l’envers » avec le Comité des Métallos, Paris 11e
- La Blanchisseuse Corner à Confluences « Petites urbanités libres » avec Cie KTHA, Paris 11e
- 2010 : Installation aqua-aérienne, square Gardette « Le Génie des jardins » avec le Génie de la Bastille, Paris 11e
- 2008 : Installation aérienne, nef centrale du 104 avec la Cie le Balto (Berlin), Paris 19e
- 2003 : Mémorial au 20e siècle, chapelle du Musée de la Résistance et de la Déportation (Besançon) Journées du patrimoine (Doubs) après préparation à Les Frigos, studios du théâtre de l'opprimé, Paris 13e.
- 1997 : L'Eclat à Confesse, théâtre à 2 places au Pôle Culturel Pi, lors de l'évènement J-1000 avant l'an 2000, Paris 19e.

### Performances, Art vidéo
Elle a créé des sculptures géantes déambulatoires : Babyboeuf volant géant, Pimprenelle et Nicolas, Le géant roi du Carnaval, L'autel de la marine, L'Arche de Noé des enfants, une marionnette géante Pimprenelle Paris puis le Laboratoire du Mouvement qui aboutit à des créations collectives de performances avec différents artistes : Inconnu à cette adresse, Arche de Noé, Laboratoire Butoplastic. Elle performe après avoir rédigé un synopsis, afin de réaliser des vidéos d'art comprenant des éléments visuels qu'elle crée; costumes, masques, grosses têtes, sculptures et marionnettes géantes ou installations participatives  
- 2005 : Performances d'Art de rue durant le Printemps des Poètes, Carnavals, Sidaction et Trésor de Paris avec Transversales K.
- Performances d'Art urbain lors de création de fresques à Paris, Vitry et saint Ouen.

Elle coréalise des performances à Paris et Berlin accompagnées de vidéos d'art, avec Alexis Denuy du Collectif NAO, comprenant textes et vidéos: galerie H, Les bains, Castel, de Balzac à Rodin, studio 34 à Paris et galerie GH 36 à Berlin.
- 2018 :

1. Drei farben Sew Berlin Galerie GH36 Berlin
2. 61/18 Le pacte Manzoni/Denuy au Carnaval de Paris[19] et film de Catherine Poulain projeté aux Bains douches
3. Action Les artistes du 14 juillet de Alexis Denuy et Catherine Poulain devant l'église de la Madeleine et le Centre Pompidou, Paris.

- 2020 : Performance NAO Le grand pardon événement Vivre un jour de plus Galerie H, Paris.

- 2021 : Résidence-performance Distanciation NAO à La Mue[20]/Label Karine Saporta, Normandie.
- 2022: Performance Destruction de l'art contemporain au Studio 34, Paris où elle rencontre Orlan.

### Conférences et lectures
- 2019 : Enseigne des Oudin, fonds de dotation, débat animé par Philippe Godin avec Alexis Denuy, Catherine Poulain, Fred Forest, Sophie Lavaud, Gil Adami, Aude de Kerros
- À la Colonie, durant l'évènement «Les artistes, les gilets jaunes, et vous tous»[21], Alexis Denuy et Catherine Poulain du Collectif NAO, ont animé un débat avec Paul Ardenne, Kader Attia, Joel Hubaut, Jean-Jacques Lebel Philippe Godin avec des projections de documents.

- 2020 : Université Paris 8 Paris. Projection de films et débat avec Alexis Denuy, Catherine Poulain et Pierre Merejkowsky pendant Fais ton Cinéma en lutte
- 2023 : Lecture de Recueil de Craie par Catherine Poulain lors d'un évènement NAO au Lipp, Paris

### Livres
- Recueil de craie[22], recueil de poésies de Catherine Poulain (pseudo KTY), Édilivre 2016  (ISBN 978-2-334-07839-9)[23]
- Collections, KTY Catherine Poulain, livre de l'exposition rétrospective à Gif sur Yvette en 2023

### Catalogues
Artivistes 12, créé et édité par Catherine Poulain et Yabon Paname avec la participation de 12 personnes dont certaines issues de l'Underground parisien dont Jean Starck cofondateur de Art Cloche, SP38, Popay et Frédéric Atlan ainsi que Fred Forest en préparation de l'exposition qu'ils ont organisé au Musée du Montparnasse en juin 2012.

## Publications

### Dans des livres
- Illustration de couverture des romans de Florence Charrier Le Procès de l'excès chez Queneau et Bataille, éditions L'Harmattan  (ISBN 978-2-296-96661-1)[25], Constance et la fugueuse, éditions Éleusis et Hôtel d’Ô, éditions Unicité .
- Images et texte dans Femme Création Handicap, par Maudy Piot, L'Harmattan 2009  (ISBN 978-2-296-08294-6)[26]
- Textes dans Culture[s] forces et défis du XXIe siècle, Altaîr thinktank, 2012  (ISBN 978-2-35061-041-2)
- Page dans La Bible de l'art abstrait, tome II, édition Le Livre d'art[27]

### Dans des magazines
- Philosophie magazine Et vous, êtes-vous normal ? par Martin Legros et Guillaume le Blanc, interview de Catherine Poulain mars 2010[28],
- Cassandre/Horchamp Par tous les moyens nécessaires (photographie de Catherine Poulain)
- La Stradda L'extension du domaine de la hutte dans L'élan de la rue no 21 octobre 2011[29]
- Le Parisien du 22 mars 2012[30]
- Artension en 2013
- Revue canadienne Inter-art actuel no 133 - Manifestes[31] octobre 2019.

### A la télévision
- 2009 : Reportages télévisés sur FR2 Journal Télévisé 20h, à l'impasse saint Claude, Paris
- 2010 : France O, Next TOP Saison 1 épisode 7 Carnaval tropical de Paris 3 juillet 2010[32] présenté par Jimmy Claire
- 2011 : France O Au bout de la nuit, apparition d'une peinture de Catherine Poulain lors d'une visite d'atelier à Paris
- 2021 : TF1 Quotidien, apparition d'une pancarte lors d'une manifestation à Paris
- 2023 : HDF1 JLPP, diffusion d'un teaser réalisé par Catherine Poulain